# نانسي ماكنزي
نانسي ماكنزي (بالإنجليزية: Nancy McKenzie)‏ (19 فبراير 1948)؛ كاتِبة وروائية أمريكية.